# Madavadi, Tirumakudal Narsipur
Madavadi là một làng thuộc tehsil Tirumakudal Narsipur, huyện Mysore, bang Karnataka, Ấn Độ.